# كأس السوبر البيلاروسي 2014
بطولة كأس السوبر البيلاروسي 2014 هي النسخة الخامسة من بطولة كأس السوبر البيلاروسي، لعب يوم 15 مارس 2014 في استاد فوتبولنيي مانييش، بين فريق باتي بوريسوف الفائز بالدوري وفريق مينسك الفائز بكأس بيلاروسيا. وقد انتهت المباراة بفوز باتي بوريسوف بالمباراة بنتيجة 1–0 ليحصد لقبه الثاني على التوالي والرابع في تاريخ البطولة.

## التفاصيل
| باتي بوريسوف               | 1–0 | مينسك |
| -------------------------- | --- | ----- |
| ملادينوفيتش 19' (ركلة حرة) |     |       |

| باتي بوريسوف | مينسك |

| الحكام المساعدون: فيتالي ماليوتسين ديمتري جوك الحكم الرابع: دينيس شيرباكوف | قوانين المباراة - 90 دقيقة. - ركلات جزاء ترجيحية إذا استمرت النتيجة متعادلة. - سبعة لاعبين بدلاء يتم تسجيل أسمائهم. - يمكن استخدام خمسة منهم على الأكثر. |